# Tjibbe Geerts van der Meulen
Tjibbe Gearts van der Meulen, meest Tsjibbe Gearts,  (Bergum (Bergumerdam), 6 mei 1824 - 16 maart 1906 ) was een Fries volksschrijver en tevens klokkenmaker, postbode, drukker, redacteur en uitgever van de Bergumer Courant. 
Tjibbe was de zoon van klokkenmaker Geert Tjeerds van der Meulen en Grietje Douwes Duursma uit Bolsward.  Ook Tjibbe werd klokkenmaker, maar de boekhandel en de drukkerij bleven hem boeien. In 1858 huwde hij Grietje Pieters Peereboom, dochter van de politiecommissaris uit Bolsward. Zij kregen samen drie zoons. Nadat hij een tijdje postkantoorhouder was geweest begon hij in 1878 met schrijven en uitgeven van het Weekblad voor Tietjerksteradeel en omstreken. Dit zou later de Bergumer Courant gaan heten. Hij deed dat in zijn eigen drukkerij in de Schoolstraat van Bergum. Later werd de drukkerij in een pand aan de Lageweg 4 gevestigd. De drukkerij werd toen gerund door zijn zonen Wigger Arnoldus en Sophius Cornelis. Vanaf 1860 trekt hij er met Waling Dykstra op uit met het programma Fryske Winterjounenocht (Nederlands: Winteravondplezier). Het gevarieerde programma bestond uit rijmstukken, samenspraken en schetsen uit het volksleven. Het tweetal slaagde erin hun brood te verdienen doordat ze naast uitgever (Van der Meulen) en boekhandelaar (Dykstra) ook spreker op dorpsavonden waren.

## Werk
Tjibbe Gearts was een echte volksschrijver. Hij was een van de eerste Friese dichters. Hij schreef toneelstukken en kluchten, voordrachten, epigrammen, verhalen, zangboekjes, oratoriumteksten. Hij werd hierin beïnvloed door de Bergumer onderwijzer en schrijver Harmen Sytstra (1817-1862). Met zijn vriend Waling Dykstra maakte hij stukjes voor de Winterjûnenochten. Er werd opgetreden in dorpszaaltjes, waarbij de kleine speelruimtes, het afwezig zijn van verkleedruimtes en het tekort aan vrouwen die toneel wilden spelen de optredens bemoeilijkten. Naast traditionele thema's als huwelijksontrouw en standsverschillen bij een huwelijk was ook de bestrijding van drankmisbruik een thema. Van der Meulen was erelid van het Selskip foar Fryske Tael en Skriftekennisse.  
Tsjibbe Gearts kan worden gekarakteriseerd als een romanticus, wat naïef, met een speelse geest. Zijn stukjes neigen naar het groteske en hebben grote verering voor de adel. Politiek stond hij het dichtst bij het liberalisme en neigde naar de Verlichting. Graag dreef hij de spot met de benauwende ortodoxie. Dat hij geen alledaags persoon was blijkt uit een van de vele anekdotes over hem: Ver voor zijn dood bestelde hij reeds zijn doodskist. Tjibbe lag meer dan eens in deze kist. In de kist was een glas gemaakt, wat in die tijd nog niet gebruikelijk was. Dorpsgenoten dreven er de spot mee, het zou wel zijn omdat Tjibbe Geerts na zijn dood uit het raampje wilde kijken.
In 1881 maakte hij een reis naar de Verenigde Staten en schreef daarvan een uitvoerig verslag. Naast de evergreen Lânforhuzerssang schreef hij er een van zijn bekendste gedichten over: It lân fan dream en winsken.
Als journalist was hij gekleurd in zijn mening, wat destijds niet zo vreemd was, en had veel oog voor detail, zoals bijvoorbeeld blijkt uit zijn Nei s'Gravenhage yn July 1905, waarin hij zelfs het kapsel van enkele politici beschrijft.
Tjibbe Geerts van der Meulen werd begraven op het Bergumer kerkhof van de Kruiskerk, aan de zuidkant, dicht bij de kerkingang. In Bergum is een straat naar hem genoemd.

## Biografieën
- P.J. Blok en P.C. Molhuysen, Nieuw Nederlandsch biografisch woordenboek. Deel 3 (1914)
- K. ter Laan, Letterkundig woordenboek voor Noord en Zuid (1952)
- G.J. van Bork en P.J. Verkruijsse, De Nederlandse en Vlaamse auteurs (1985)